# 2-Oxoadipat-Dehydrogenase-Komplex
Der 2-Oxoadipat-Dehydrogenase-Komplex (OADHC, OADHc) oder auch α-Ketoadipat-Dehydrogenase-Komplex ist ein mitochondrialer Multienzymkomplex, der vor allem für seine Rolle beim Abbau von Lysin, Tryptophan und Hydroxylysin bekannt ist. Er gehört zur Familie der 2-Oxosäure-Dehydrogenase-Komplexe.

## Reaktion
Die enzymatische Aktivität des 2-Oxoadipat-Dehydrogenase-Komplexes lässt sich durch die folgende Reaktion darstellen:
Der OADHC kann auch 2-Oxopimelat, ein nicht-natives Substrat, umsetzen, jedoch mehr als 100-mal weniger effizient als sein natürliches Substrat 2-Oxoadipat.

## Komponenten
Der OADHC besteht aus drei verschiedenen enzymatischen Komponenten:
| Komponente | EC-Nummer   | Name                              | Gen    | Cofaktor                  |
| ---------- | ----------- | --------------------------------- | ------ | ------------------------- |
| E1a        |             | 2-Oxoadipat-Dehydrogenase         | DHTKD1 | Thiaminpyrophosphat (TPP) |
| E2o        | EC 2.3.1.61 | Dihydrolipoyl-Succinyltransferase | DLST   | Liponsäure, CoA           |
| E3         | EC 1.8.1.4  | Dihydrolipoyl-Dehydrogenase       | DLD    | FAD, NAD                  |

E1a ist das E1-Enzym, das spezifisch für 2-Oxoadipat („a“) ist, während E2o die E2-Untereinheit darstellt, die von einigen 2-Oxosäure-Komplexen („o“) gemeinsam genutzt wird, wie zum Beispiel dem OADHC und dem 2-Oxoglutarat-Dehydrogenase-Komplex (OGDC), jedoch nicht von anderen wie dem Pyruvat-Dehydrogenase-Komplex (PDHC) oder dem verzweigtkettigen α-Ketosäure-Dehydrogenase-Komplex (BCKDC).

## Funktion

### Glutarylierung mitochondrialer Proteine
Der OADHC katalysiert die oxidative Decarboxylierung von 2-Oxoadipat zu Glutaryl-CoA im Abbauweg von Lysin und Tryptophan. Glutaryl-CoA kann als Acylgruppen-Donor für die Lysinglutarylierung wirken, eine nicht-enzymatische posttranslationale Modifikation. Es hat sich gezeigt, dass selbst OADHC einer Autoglutarylierung unterliegt, was seine Aktivität hemmen und eine Rückkopplungsregulation ermöglichen könnte. Das mitochondriale Sirtuin SIRT5 kann Glutarylgruppen in einem NAD+-abhängigen Mechanismus entfernen.

## Reaktive Sauerstoffspezies (ROS)
Der OADHC produziert Superoxid und Wasserstoffperoxid in Mengen, die mit der Flavin-Stelle von Komplex I vergleichbar sind – einer bekannten Quelle mitochondrialer reaktiver Sauerstoffspezies (ROS). Seine Aktivität ist jedoch deutlich geringer als die anderer verwandter Enzyme: etwa siebenmal geringer als die des 2-Oxoglutarat-Dehydrogenase-Komplexes (OGDC), viermal geringer als die des Pyruvat-Dehydrogenase-Komplexes (PDC) und etwa halb so hoch wie die des verzweigtkettigen α-Ketosäure-Dehydrogenase-Komplexes (BCKDC).
Die ROS-Produktion steigt, wenn das Verhältnis von NAD(P)H zu NAD(P)⁺ hoch ist, jedoch nur während der Vorwärtsreaktion, also wenn 2-Oxoadipat in Glutaryl-CoA umgewandelt wird. Im Gegensatz dazu erzeugt bei isolierter Betrachtung von E3 und in Anwesenheit von NADH der Rückfluss von Elektronen keine ROS, was darauf hindeutet, dass hierfür ein vollständiger Substratumsatz durch den intakten Komplex erforderlich ist.
Die ROS-bildende Stelle im OADHC scheint eine flavinhaltige Region zu sein, die sich von derjenigen im OGDC unterscheidet. Der OADHC stellt somit eine mitochondriale ROS-Quelle dar und gehört zum sogenannten NADH-isopotentialen Pool – einer Gruppe von Enzymen mit ähnlichen Redoxeigenschaften, die unter stark reduzierenden Bedingungen ROS erzeugen können.

## Strukturelle und funktionelle Gemeinsamkeiten
Der 2-Oxoadipat-Dehydrogenase-Komplex (OADHC) ist einer von vier mitochondrialen 2-Oxosäure-Dehydrogenase-Komplexen, neben dem 2-Oxoglutarat-Dehydrogenase-Komplex (OGDC), dem verzweigtkettigen α-Ketosäure-Dehydrogenase-Komplex (BCKDC) und dem Pyruvat-Dehydrogenase-Komplex (PDC). Alle diese Multienzyme katalysieren die oxidative Decarboxylierung ihrer jeweiligen 2-Oxosäure-Substrate und besitzen eine gemeinsame modulare Architektur, bestehend aus drei zentralen Komponenten: E1 (eine substratspezifische Decarboxylase), E2 (Dihydrolipoyl-Acyltransferase) und E3 (Dihydrolipoyl-Dehydrogenase). OADHC und OGDC teilen sich sogar die gleiche E2-Komponente (DLST), während PDC und BCKDC jeweils eigene, unterschiedliche E2-Komponenten verwenden. Alle vier Komplexe teilen jedoch die gleiche E3-Komponente und sind auf dieselben essentiellen Kofaktoren angewiesen: Thiaminpyrophosphat (TPP), Liponsäure, CoA, FAD und NAD.
|            |          | 2-Oxoadipat-Dehydrogenase-Komplex (OADHC)            | 2-Oxoglutarat-Dehydrogenase-Komplex (OGDC)           | Verzweigtkettige α-Ketosäure-Dehydrogenase-Komplex (BCKDC) | Verzweigtkettige α-Ketosäure-Dehydrogenase-Komplex (BCKDC) | Verzweigtkettige α-Ketosäure-Dehydrogenase-Komplex (BCKDC) | Pyruvat-Dehydrogenase-Komplex (PDC)                  |
| ---------- | -------- | ---------------------------------------------------- | ---------------------------------------------------- | ---------------------------------------------------------- | ---------------------------------------------------------- | ---------------------------------------------------------- | ---------------------------------------------------- |
| Pfad       | Pfad     | Abbau von Lysin, Tryptophan & Hydroxylysin           | Citratzyklus                                         | Abbau von den verzweigtkettigen Aminosäuren:               | Abbau von den verzweigtkettigen Aminosäuren:               | Abbau von den verzweigtkettigen Aminosäuren:               | Verbindung von Glykolyse mit Citratzyklus            |
| Pfad       | Pfad     | Abbau von Lysin, Tryptophan & Hydroxylysin           | Citratzyklus                                         | Leucin                                                     | Isoleucin                                                  | Valin                                                      | Verbindung von Glykolyse mit Citratzyklus            |
| Substrat   | Substrat | 2-Oxoadipat                                          | 2-Oxoglutarat                                        | α‑Ketoisokapronat                                          | α‑Keto‑β‑methylvalerat                                     | α‑Ketoisovalerat                                           | Pyruvat                                              |
| Produkt    | Produkt  | Glutaryl-CoA                                         | Succinyl-CoA                                         | Isovaleryl-CoA                                             | 2-Methylbutyryl-CoA                                        | Isobutyryl-CoA                                             | Acetyl-CoA                                           |
| Komponente | E1       | DHTKD1                                               | OGDH                                                 | BCKDHA, BCKDHB                                             | BCKDHA, BCKDHB                                             | BCKDHA, BCKDHB                                             | PDHA1, PDHB                                          |
| Komponente | E2       | DLST                                                 | DLST                                                 | DBT                                                        | DBT                                                        | DBT                                                        | DLAT                                                 |
| Komponente | E3       | DLD                                                  | DLD                                                  | DLD                                                        | DLD                                                        | DLD                                                        | DLD, PDHX                                            |
| Cofaktor   | Cofaktor | Thiaminpyrophosphat (TPP), Liponsäure, CoA, FAD, NAD | Thiaminpyrophosphat (TPP), Liponsäure, CoA, FAD, NAD | Thiaminpyrophosphat (TPP), Liponsäure, CoA, FAD, NAD       | Thiaminpyrophosphat (TPP), Liponsäure, CoA, FAD, NAD       | Thiaminpyrophosphat (TPP), Liponsäure, CoA, FAD, NAD       | Thiaminpyrophosphat (TPP), Liponsäure, CoA, FAD, NAD |

Neben den Ähnlichkeiten zu anderen Mitgliedern der Familie der 2-Oxosäure-Dehydrogenase-Komplexe, weist der OADHC auch zentrale Gemeinsamkeiten mit dem Glycinspaltungssystem (GCS) auf. Anders als bei den drei Komponenten umfassenden Multienzymkomplexen besteht das GCS aus vier verschiedenen Proteinen (P-, H-, T- und L-Protein), wobei das L-Protein identisch mit der E3-Komponente (DLD) der 2-Oxosäure-Dehydrogenase-Komplexe ist. Wie letztere ist auch das GCS auf die gemeinsamen Cofaktoren wie Liponsäure, FAD und NAD+ angewiesen. Aber im Unterschied zu den 2-Oxosäure-Dehydrogenase-Komplexen benötigt das GCS jedoch zusätzlich Tetrahydrofolat (THF), was es in dieser Hinsicht einzigartig macht. Die gemeinsame Nutzung der E3/DLD-Komponente unterstreicht eine zentrale biochemische Verbindung zwischen den 2-Oxosäure-Dehydrogenase-Komplexen und dem GCS, trotz ihrer unterschiedlichen Substrate, Cofaktorabhängigkeiten sowie ihrer Funktionen in der ROS-Bildung und der Stoffwechselregulation.

## Klinische Relevanz

### α-Aminoadipat- und α-Oxoadipat-Azidurie (AMOXAD)
Biallelische Mutationen im DHTKD1-Gen, das für die E1a-Komponente des OADHC codiert, verursachen eine seltene autosomal-rezessive Erkrankung namens α-Aminoadipat- und α-Oxoadipat-Azidurie (AMOXAD). Diese Störung führt zur Ansammelung von 2-Oxoadipat und 2-Aminoadipat im Plasma und Urin, aufgrund des gestörten Abbaus von Lysin, Hydroxylysin und Tryptophan. Die klinischen Symptome sind sehr unterschiedlich und reichen von asymptomatischen biochemischen Auffälligkeiten bis hin zu Entwicklungsverzögerung, Epilepsie oder Hypotonie. Die genaue klinische Bedeutung dieser Metabolitansammlungen ist derzeit noch unklar.

### Lipoylierungsstörungen
Defekte in der mitochondrialen Lipoylierung können die 2-Oxosäure-Dehydrogenase-Komplexe beeinträchtigen, einschließlich des OADHC. In Fibroblasten von Personen mit LIPT1-Mangel wurde eine verminderte OADHC-abhängige Stoffwechselaktivität beobachtet. Auch wenn die Auswirkungen auf den OADHC weniger gut charakterisiert sind als bei PDHC oder OGDHC, deuten die Befunde darauf hin, dass auch die Aktivität des OADHC empfindlich auf Lipoylierungsstörungen reagiert.

## Hinweis
Im Gegensatz zum 2-Oxoglutarat-Dehydrogenase-Komplex sollte bei 2-Oxoadipat-Dehydrogenase-Komplex die Vorsilbe „2-“ nicht weggelassen werden, da der Begriff „Oxoadipat“ auch auf andere Isomere wie z. B. 3-Oxoadipat bezogen werden könnte.